# 布萊溫斯 (阿肯色州)
布萊溫斯（英語：Blevins）是一個位於美國阿肯色州亨普斯特德縣的城市。

## 地理
布萊溫斯的座標為33°52′16″N 93°34′36″W / 33.87111°N 93.57667°W，而該地的平均海拔高度為128米（即420英尺）。

## 人口
根據2020年美國人口普查的數據，布萊溫斯的面積為2.58平方千米，皆為陸地。當地共有人口288人，而人口密度為每平方千米111人。